# Gottlieb Schnapper-Arndt

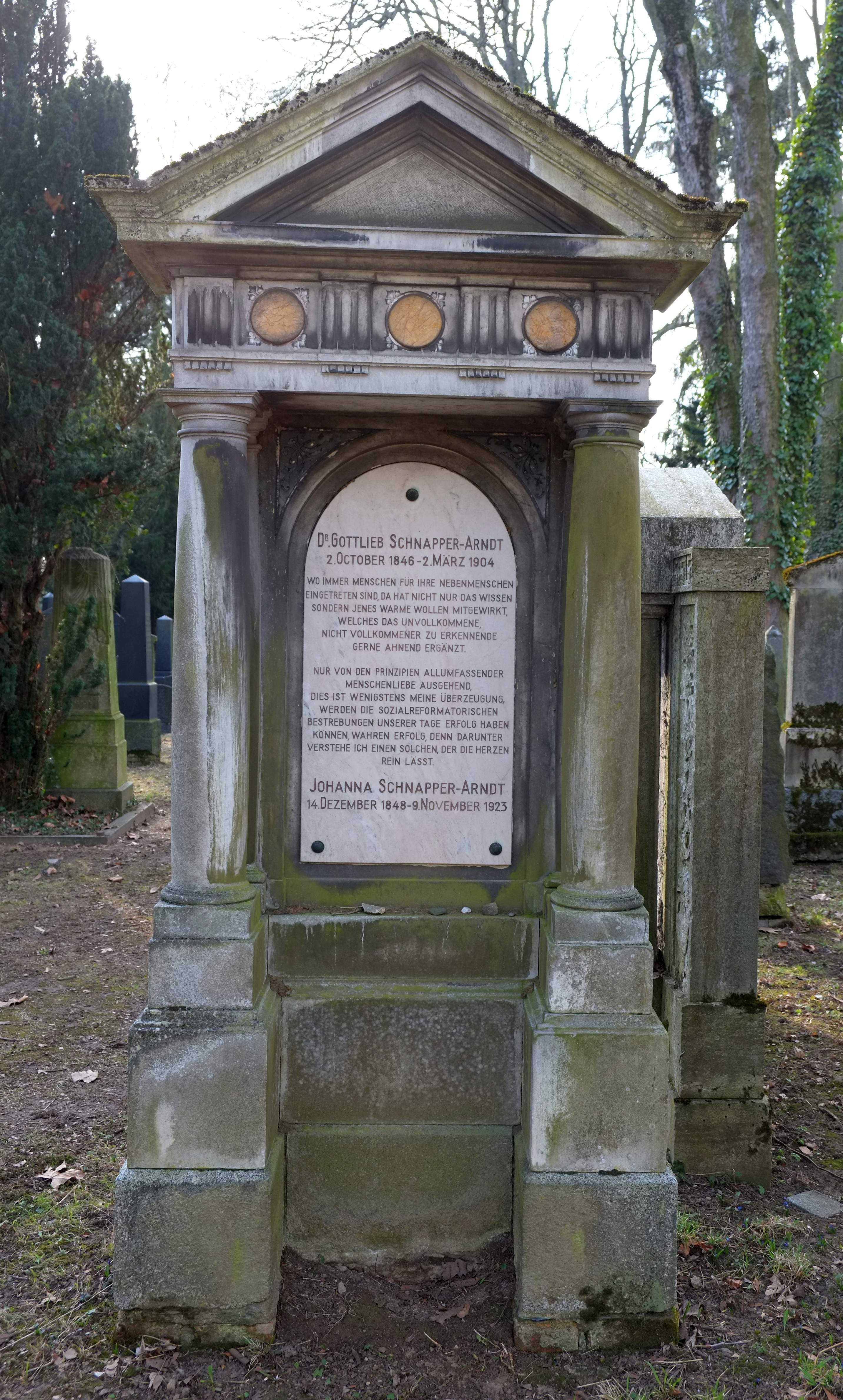
Gottlieb Schnapper-Arndts gravplats.

Gottlieb Schnapper-Arndt, född 2 oktober 1846 i Frankfurt am Main, död 2 mars 1904 i Halberstadt, var en tysk socialhistoriker och statistiker.
Schnapper-Arndt tog 1882 doktorsgraden i Tübingen på avhandlingen Fünf Dorfgemeinden auf dem Hohen Taunus. Untersuchung über Kleinbauerntum, Hausindustrie und Volksleben (1883). Efter längre resor bosatte han sig 1897 i sin födelsestad, där han 1901 blev docent vid Akademie für Sozial- und Handelswissenschaften. 
Bland hans skrifter märks bland annat Zur Theorie und Geschichte der Privatwirtschaftsstatistik (1903), men främst en rad postumt utgivna verk, däribland Vorträge und Aufsätze, utgiven av Leon Zeitlin (tre band, 1906), en rad föreläsningar över Sozialstatistik utgiven av densamme (1908), Beiträge zur Frankfurter Finanzgeschichte, utgiven av Karl Bräuer (1910) och slutligen hans huvudarbete Beiträge zur Geschichte der Lebenshaltung in Frankfurt am Main während des 17. und 18. Jahrhunderts, vilken i bearbetning av Bräuer utgavs i två band av staden Frankfurts historiska kommission (1911).